# Thomas Bragg
Thomas Bragg, född 9 november 1810 i Warrenton, North Carolina, död 21 januari 1872 i Raleigh, North Carolina, var en politiker både i Amerikas förenta stater och i Amerikas konfedererade stater. 
Han var North Carolinas guvernör 1855–1859. Han representerade därefter North Carolina i USA:s senat 1859–1861. Han var CSA:s justitieminister 1861–1862. Han var äldre bror till Braxton Bragg.

## Biografi
Bragg studerade vid American Literary, Scientific and Military Academy (numera Norwich University) i Vermont. Han inledde 1833 sin karriär som advokat i Jackson, North Carolina. Han gick med i Demokratiska partiet.
Bragg efterträdde 1855 Warren Winslow som guvernör. Han efterträddes 1859 av John Willis Ellis. Bragg efterträdde sedan David Settle Reid i USA:s senat. North Carolina utträdde 1861 ur USA. Bragg lämnade sitt arbete i Washington, D.C. den 6 mars 1861. Han uteslöts sedan formellta av senaten för att ha stött sydstaternas uppror.
CSA:s första justitieminister Judah P. Benjamin efterträdde 1861 LeRoy Pope Walker som krigsminister. Wade Keyes var sedan tillförordnad justitieminister i två veckor tills Bragg tillträdde ämbetet som justitieminister den 21 november 1861. Bragg avgick 1862 och efterträddes i Jefferson Davis kabinett av Thomas H. Watts. Bragg återvände sedan till arbetet som advokat.
Bragg var anglikan. Han gravsattes på Oakwood Cemetery i Raleigh.